# Zonophone
Universal Talking Machine Company, conhecida pelo nome nome fantasia que utilizava como selo fonográfico Zonophone (no início Zon-O-Phone), foi uma das primeiras gravadoras e fabricante de toca-discos dos Estados Unidos. Sua formação é resultado da disputa entre a Berliner Gramophone (do inventor do gramofone, Emil Berliner) e a Columbia Records, relativamente à patente da "agulha flutuante". A empreitada industrial de Berliner estava dividida em 3 empresas distintas: a Berliner Gramophone fabricava discos e toca-discos; a United States Gramophone cuidava das patentes; e a Seaman National Gramophone cuidava dos anúncios de vendas. Entretanto, a Columbia Records conseguiu suspender, judicialmente, as atividades da primeira empresa, levando Berliner a pedir para que Seaman - até então seu parceiro - funde uma empresa para fabricar discos e toca-discos e fornecê-los para a sua empresa. Seaman, entretanto, ao fundar a sua empresa, faz um acordo com a Columbia Records e passa a fornecer discos e aparelhos para a empresa de Edward D. Easton, inviabilizando a operação da Berliner Gramophone. Futuramente, em 1903, Berliner e seu novo parceiro, Eldridge R. Johnson, ganhariam o processo de Seaman - fundando, logo após, a Victor Talking Machine Company - e sua empresa seria fechada, com os direitos ao uso do selo Zonophone sendo comprados pela Columbia Records, nos Estados Unidos.